# Haraldsbo
Haraldsbo är en stadsdel i östra Falun. Den genomkorsas av Korsnäsvägen som delar in den i Övre och Nedre Haraldsbo. Här finns en av stadens gymnasieskolor, Haraldsbogymnasiet. I nedre Haraldsbo ligger fortfarande Haraldsbo gård, som gett stadsdelen sitt namn. Bredvid Haraldsbo ligger stadsdelarna Norslund och Hälsinggården.